# Jytte Kjems
Jytte Kjems (* 14. Februar 1924, geborene Jytte Thayssen) ist eine ehemalige dänische Badmintonspielerin. 

## Karriere
Als Jytte Thayssen gewann sie 1941 die dänischen Juniorenmeisterschaften im Dameneinzel. Im gleichen Jahr siegte sie auch bereits bei den Erwachsenen, wo sie sowohl das Damendoppel als auch das Mixed gewann. 1944 und 1945 schaffte sie diese Double erneut. 1952 erkämpfte sie sich ihren letzten Titel.

## Sportliche Erfolge
| Saison    | Veranstaltung                                    | Disziplin   | Platz | Name                                                    |
| --------- | ------------------------------------------------ | ----------- | ----- | ------------------------------------------------------- |
| 1940/1941 | Dänemark: Einzelmeisterschaften der Junioren U19 | Dameneinzel | 1     | Jytte Thayssen, Skovshoved                              |
| 1940/1941 | Dänemark: Einzelmeisterschaften                  | Damendoppel | 1     | Agnete Friis, Odense BK / Jytte Thayssen, Skovshoved IF |
| 1940/1941 | Dänemark: Einzelmeisterschaften                  | Mixed       | 1     | Jan Schmidt / Jytte Thayssen, Skovshoved IF             |
| 1941/1942 | Dänemark: Einzelmeisterschaften                  | Damendoppel | 1     | Ruth Dalsgaard / Jytte Thayssen, Skovshoved IF          |
| 1942/1943 | Dänemark: Einzelmeisterschaften                  | Mixed       | 1     | Jan Schmidt / Jytte Thayssen, Skovshoved IF             |
| 1943/1944 | Dänemark: Einzelmeisterschaften                  | Damendoppel | 1     | Marie Ussing / Jytte Thayssen, Skovshoved IF            |
| 1943/1944 | Dänemark: Einzelmeisterschaften                  | Mixed       | 1     | Jan Schmidt / Jytte Thayssen, Skovshoved IF             |
| 1944/1945 | Dänemark: Einzelmeisterschaften                  | Damendoppel | 1     | Marie Ussing / Jytte Thayssen, Skovshoved IF            |
| 1944/1945 | Dänemark: Einzelmeisterschaften                  | Mixed       | 1     | Jan Schmidt / Jytte Thayssen, Skovshoved IF             |
| 1951/1952 | Dänemark: Einzelmeisterschaften                  | Damendoppel | 1     | Jytte Kjems / Marie Ussing, Skovshoved IF               |